# Eagle Butte
Eagle Butte is een plaats (city) in de Amerikaanse staat South Dakota, en valt bestuurlijk gezien onder Dewey County en Ziebach County.

## Demografie
Bij de volkstelling in 2000 werd het aantal inwoners vastgesteld op 619.
In 2006 is het aantal inwoners door het United States Census Bureau geschat op 942, een stijging van 323 (52,2%).

## Geografie
Volgens het United States Census Bureau beslaat de plaats een oppervlakte van
2,4 km², geheel bestaande uit land.

## Plaatsen in de nabije omgeving
De onderstaande figuur toont nabijgelegen plaatsen in een straal van 44 km rond Eagle Butte.